# Aibre
Aibre é uma comuna francesa na região administrativa de Borgonha-Franco-Condado, no departamento de Doubs. Estende-se por uma área de 4,5 km². Em 2010 a comuna tinha 474 habitantes (densidade: 105,3 hab./km²).